# Nissan Motor
 For alternative betydninger, se Nissan. (Se også artikler, som begynder med Nissan)
Nissan Motor Company., Ltd. (日産自動車株式会社) (TYO: 7201
OTCPink NSANY) er en japansk bilfabrikant og bilmærke, stiftet i 1914. Koncernen har hovedsæde i Yokohama i nærheden af Tokyo. Nissan Motor er en del af Nissan Group, men er siden franske Renault i 1999 købte 38,8 % af aktierne i Nissan Motor blevet mere og mere uafhængige. Til gengæld købte Nissan Motor aktier i Renault, og i 2008 ejede Nissan Motor 15 % af aktierne i Renault, mens Renault ejede 43,4 % af aktierne i Nissan Motor. Nissan Motor var i 2018 verdens sjettestørste bilproducent.

## Historie
Fra 1932 til 1983 brugte de også navnet Datsun. Nissan var i en periode Japans næststørste bilproducent, efter Toyota, men blev overhalet af Honda, og er altså nu på en tredjeplads.

## Mærker
Udover det primære mærke Nissan benyttes også Infiniti som bilmærke for koncernens luksusbiler.

## Personbiler
Aktuelle modeller
- Note
- Maxima
- Micra
- Murano
- Qashqai
- Pixo
- Juke
- 370Z
- GTR

Udgåede modeller
- Sunny
- Almera
- Bluebird
- Primera
- NX
- Cherry
- Stagea

## Offroadere
Aktuelle modeller
- Pathfinder
- Patrol
- Navara
- Titan
- X-Trail

Udgåede modeller
- Terrano

## Erhvervskøretøjer
Aktuelle modeller
- Primastar
- Interstar
- Cabstar
- Atleon
- NT500
- Serena

Udgåede modeller
- ECO-T
- King Cab
- King Van

## Sportsvogne
- Skyline
- 180SX
- 200SX (Silvia)
- 240SX
- 280ZX
- 300ZX
- 350Z

## Elbiler
- Leaf[2]